# Тюселиус, Карл Юхан
Карл-Юхан Тюселиус (швед. Carl Johan Thyselius; 8 июня 1811, Эстерханингский приход, Сёдерманланд, Швеция — 11 января 1891, Стокгольм) — шведский государственный и политический деятель, премьер-министр Швеции (13 июня 1883 — 16 мая 1884).
Старейший по возрасту политик, занявший пост премьер-министра Швеции (в 72 года) и первый премьер-министр страны недворянского происхождения.

## Биография
Сын викария, будущего епископа. Окончил Уппсальский университет. Сделал успешную карьеру, занимал ряд высоких официальных постов, активный политик.
В 1856—1860 годах — юстиц-советник, в 1860—1863 — министр образования, в 1864—1875 — президент Камер-коллегии, 1875—1880 — статс-советник в правительстве Луйса де-Гера.
После отставки Арвида Поссе по просьбе короля Оскара II  Тиселиус 13 июня 1883 года неохотно занял пост премьер-министра Швеции. Премьерское кресло занимал менее одного года и 16 мая 1884 года подал в отставку.